# Rhabditis maxima
Rhabditis maxima är en rundmaskart. Rhabditis maxima ingår i släktet Rhabditis och familjen Rhabditidae. Inga underarter finns listade i Catalogue of Life.